# Белоусова-Шотадзе, Тамара Васильевна
Тамара Васильевна Белоусова-Шотадзе (7 августа 1924, Французское — 31 января 2013, Тбилиси) — советская и грузинская театральная актриса, народная артистка Грузинской ССР (1966).

## Биография
Тамара Шотадзе родилась 7 августа 1924 года в селе Французское (Украинская ССР). Закончила театральную студию при Тбилисской киностудии (сейчас «Грузия-фильм») в 1945 году. В 1946 году вошла в труппу Тбилисского драматического театра им. А. С. Грибоедова и проработала в нём всю жизнь, сыграв на сцене театра более 200 ролей.
Умерла 31 января 2013 года в Тбилиси (Грузия).

### Семья
- Муж — Давид Шотадзе
- Сын — Гиорги Шотадзе

## Награды
- Медаль Чести (18 октября 1997 года, Грузия)[2].
- Народная артистка Грузинской ССР (1966).

## Работы в театре
- «Бешеные деньги» А. Островского (реж. Г. Товстоногов) — Лидия
- «Волки и овцы» А. Островского (реж. Г. Гвиниашвили) — Глафира
- «Горе от ума» А. Грибоедова (реж. А. Такайшвили) — Софья
- «Дачники» М. Горького (реж. Н. Эшба) — Варвара
- «Миллионерша» Б. Шоу (реж. Н. Эшба) — Эпифания
- «Маскарад» М. Лермонтова (реж. М. Гершт) — баронесса Штраль
- «Последние» М. Горького (реж. А. Товстоногов) — Надежда
- «Девятый праведник» Е. Юрандот (реж. А. Товстоногов) — Ахса
- «Стакан воды» Э. Скриба (реж. Л. Джаши) — герцогиня Мальборо
- «Бабочка, бабочка» А. Николаи (реж. Л. Джаши) — Эдна
- «Измена» А. Сумбаташвили-Южина (реж. Г. Жордания) — Исахар
- «Дом Бернарды Альбы» Г. Лорки (реж. К. Сурмава) — Мария Хосефа
- «Жизнь прекрасна»: «Теща-адвокат» (инсценировка произведений А. Чехова и режиссура А. Варсимашвили) — тёща